# Sabantxéievo
Sabantxéievo (en rus: Сабанчеево) és un poble de la República de Mordòvia, a Rússia, segons el cens del 2010 tenia 465 habitants, és la seu administrativa del districte homònim.